# Dictya fontinalis
Dictya fontinalis is een vliegensoort uit de familie van de slakkendoders (Sciomyzidae). De wetenschappelijke naam van de soort is voor het eerst geldig gepubliceerd in 1969 door Fisher and Orth.